# 马辅臣公馆
马辅臣公馆，位于中国青海省西宁市城中区中庄乡中庄村，为青海省西宁市文物保护单位，公布日期为1987年9月30日，类型为近现代重要史迹及代表性建筑。 马辅臣公馆1998年由原址整体搬迁至西市北山顶宁寿塔北侧。
马辅臣公馆的历史年代为民国时期。